# Língua macassai
O macassai, makassai ou makasae (Ma'asae) é uma das línguas nacionais regionais de Timor-Leste, falada por cerca de 1020 mil pessoas nos distritos de Baucau, Viqueque e Lautém, conforme o censo de 2010. É uma língua de origem papua, especificamente transneoguineana. Há uma gramática elaborada por Juliette Huber, baseada em um único falante.